# Iris (1934)
Iris var en ubåt av Minerve-klass i den franska flottan, som togs i bruk 1936.

## Historia
Iris kölsträcktes den 1 juli 1932 på varvet Ateliers et Chantiers Dubigeon i Nantes, sjösattes den 23 september 1934 och togs i drift den 15 september 1936.
Den 27 november 1942, efter den tyska ockupationen av Vichyfrankrike, beordrades flottan i Toulon att sänka sina fartyg, men Iris var en av fem ubåtar (de andra var Casabianca, Marsouin, Glorieux och Vénus) som inte lydde och försökte fly genom att segla från hamnen och undvika minfält och patrullerande tyska Ju 88-bombplan. Iris, under befäl av löjtnant de Vaisseau Degé, med en minimal besättning på endast 17 man, flydde från Toulons hamn och väl ute på öppet hav dök de till skymningen, undvek de tyska ubåtarna som var stationerade där för att genskjuta dem, och dessutom brittiska ubåtar som var ute på samma uppdrag.
Iris seglade till det neutrala Spanien och anlände till Barcelona den 28:e. Enligt 1907 års Haagkonvention får ett krigsfartyg stanna i en neutral hamn i högst 48 timmar eller interneras. Degé kontaktade den franska generalkonsuln, som inte kunde hjälpa dem att skaffa mer mat och bränsle (som de hade desperat brist på) eller att få tidsfristen förlängd. Efter att ha kontaktat den franska marinattachén i Madrid ställdes besättningen på Iris inför ett enkelt val: internering eller att borra ubåten i sank. De röstade för internering. Besättningen hölls i fånglägret i Miranda de Ebro, medan en spansk besättning under överinseende av Degé skötte ubåten.
I januari 1943 avlägsnades propellrarna för att förhindra eventuella flyktförsök, och i slutet av februari bogserades Iris till Cartagena.
Slutligen, den 29 november 1945, återvände Iris till Frankrike och förblev i tjänst tills den togs ur bruk den 1 februari 1950.